# T-24 (戦車)
T-24中戦車はソビエト連邦の戦車である。戦間期に開発されたソ連の単砲塔中戦車としては、少数ながらも唯一量産された車種である。

## 概要
1927年11月からハリコフ機関車工場で開発されたソ連初の中戦車。Tｰ18軽戦車を拡大し、プロトタイプでもある試作車T-12を経て各部に改良が加えられたTｰ24が1931年に完成し、生産が始められた。当初は45mm戦車砲を搭載する予定はなく、1931年までは機銃のみで開発が進められていた。初期にはエンジントラブルに悩まされるも、試験の中である程度克服し、短期間ながら量産が行われた。
当初は主力戦車として予定され、1931年に300両、1932年には1,600両の生産命令が下ったものの、変速機の加熱等の問題が多く、また同時期にアメリカから導入・開発されたBT-2快速戦車が優秀だったこともあり、結局1931年から1932年前半にかけて25両と少数が生産されたのみに終わった。ただ、開発に携わったハリコフ（現ウクライナ・ハルキウ）のハリコフ機関車工場（KhPZ、第183工場、戦後にV・O・マールィシェウ記念工場と改称）は、BT戦車を経て、後にT-34やT-54といったソ連を代表する中戦車や、冷戦後のウクライナ軍の主力戦車であるT-84を開発する事になった。

## 性能
天頂部などを除くと20mmの装甲厚を持ち、当時としては強力な45mm戦車砲を装備した事で、少なくともカタログスペック上は同時代の他国の戦車を圧倒していた。
しかし機械的信頼性の低さが付きまとったこと、そして同じ工場が生産するBT系列の戦車が主力戦車に採用されたことから、少数の生産に終わった。生産性は悪くなかったが、経済的な事情と開発の打ち切りが早かったことから大量生産に移れず、T-24そのものの開発は失敗と評価されている。
生産されたT-24は訓練に供された他、軍事パレードにも利用されたが、実戦投入には及んでいない。

## 砲兵トラクターとして

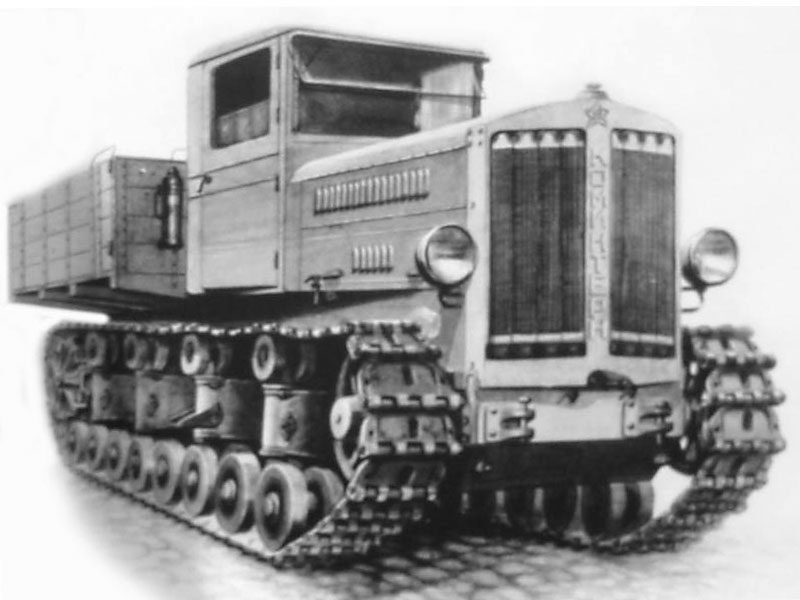
コミンテルン砲兵トラクター

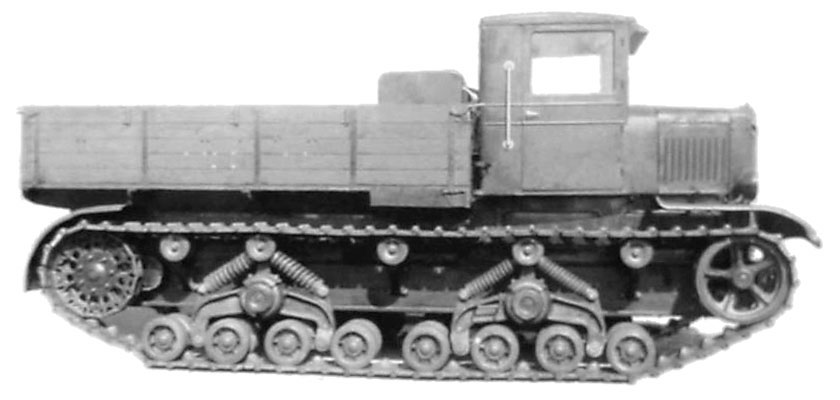
ヴォロシロベッツ重砲牽引トラクター

生産台数は決して多くないT-24だが、シャーシを利用した砲兵トラクターが大量生産されており、成功作とみなされている。これらはソ連における最初の本格的な砲兵トラクターとなり、T-24そのものとは異なり実戦投入に至った。これらは冬戦争後半から労農赤軍の基本戦術となる火力集中戦法に大きく貢献した。
コミンテルン砲兵トラクターは、T-12戦車のシャーシを使用したものが1930年から50台生産され、131馬力のディーゼルエンジンを搭載しT-24戦車のシャーシを利用したものが1935年から1941年にかけて2000台生産された。コミンテルントラクターはT-24の欠点を引き継いではいたが、いくつかは設計者によって改善が行われ、また戦車としては重大だった欠点もトラクターとしてはさして問題にならないこともあった。コミンテルントラクターはML-20 152mm榴弾砲などの中型火砲の牽引に用いられた。
ヴォロシロベッツ重砲牽引トラクターは、T-24のシャーシを用い、エンジンにBT-7MやT-34戦車のV-2ディーゼルエンジンをデチューンしたものを使用した。1939年からおよそ230台が生産された。ドイツの侵攻を受けた1941年以降1942年8月にかけては、生産拠点をスターリングラードトラクター工場に移転した。ヴォロシロベッツトラクターは、B-4 203mm榴弾砲などの重砲牽引の他、T-35のような重戦車牽引にも活用された。また日本国内においてもプラモデルなどで比較的身近にその存在に触れる事ができる。

## 参照元
- Первые советские танки

＞12. Средний танк Т-24
- Танки и бронетехника＞ПЕРВЫЕ СРЕДНИЕ